# Kubas damlandslag i basket
Kubas damlandslag i basket (spanska: Selección femenina de baloncesto de Cuba) representerar Kuba i basket på damsidan. Laget tog brons i världsmästerskapet 1990.

### Fotnoter
1. ↑  Todor Krastev (19 mars 1990). ”Women Basketball World Championship 1990 Cali (COL) - 23.09-04.10 Winner Soviet Union” (på engelska). Sport Statistics. Arkiverad från originalet den 3 juli 2015. https://web.archive.org/web/20150703220754/http://todor66.com/basketball/World/Women_1990.html. Läst 24 juni 2015.